# هيلين إم. بيرمان
هيلين إم. بيرمان (بالإنجليزية: Helen M. Berman)‏ هي كيميائية وعالمة كيمياء حيوية أمريكية، ولدت في 1943 في شيكاغو في الولايات المتحدة.